# Maguy
 (mai 2012).
Si vous disposez d'ouvrages ou d'articles de référence ou si vous connaissez des sites web de qualité traitant du thème abordé ici, merci de compléter l'article en donnant les références utiles à sa vérifiabilité et en les liant à la section « Notes et références ».
Maguy est une série télévisée française en 333 épisodes de 26 minutes, créée par Jean-Guy Gingembre et Stéphane Barbier, d'après la sitcom américaine Maude et tournée aux Studios de Billancourt à Boulogne et ensuite au Village de la Communication à Saint-Ouen. Elle est diffusée entre le 8 septembre 1985 et le 11 décembre 1994 sur Antenne 2, puis France 2 et en Belgique sur RTL TVI .
La série est ensuite rediffusée : en 1997 en Belgique sur la RTBF (saisons 7 et 8), en 1997 et 1998 sur TMC (saisons 1 à 7 complètes), en 2001/2002 sur Série Club (les 8 saisons), en 2004 sur KTO  (les 3 premières saisons, incomplètes), en 2012 sur la chaine Comédie+ du groupe Canal + (saisons 1 à 4 complètes).
Depuis le 16 septembre 2024, la série dispose d'une chaine YouTube officielle où un épisode est diffusé par semaine .

## Synopsis
Cette série conte les aventures d’une femme de caractère d’une cinquantaine d’années, mariée pour la troisième fois avec Georges Boissier, directeur du magasin d’électroménager « Boissier Maxi-Discount », de Caro, sa fille, de Jérôme, son petit-fils et de Rose, l'aide-ménagère des Boissier. Le décor principal figure l'intérieur d'une maison cossue du Vézinet (avec un z pour différencier de la vraie ville du Vésinet).

## Distribution

### Personnages principaux et récurrents
- Rosy Varte : Marguerite Boissier, née Bernardini, dite Maguy
- Jean-Marc Thibault : Georges Boissier, troisième mari de Maguy
- Marthe Villalonga : Rose Le Plouhannec, assistante ménagère
- Sophie Artur : Caro, fille de Maguy
- Tony Leteurtois : Jérôme, petit-fils de Maguy
- Henri Garcin : Pierre Bretteville, ex-interne des hôpitaux de Paris ; voisin d'en face et meilleur ami de Georges
- Geneviève Fontanel : Babar, amie d'enfance de Maguy (apparitions épisodes 2, 104 et 272)
- Catherine Rich : Hélène, deuxième femme de Pierre (récurrent épisodes 4 à 47, apparitions épisodes 92 et 93)
- Hubert Deschamps : Max, barman du tennis club (récurrent épisodes 6 à 58, apparitions épisodes 87, 111 et 144)
- Gérard Ismaël : Christian, deuxième mari de Caro (récurrent épisodes 23 à 143, apparition épisode 212)
- Mado Maurin : Amélie, la mère de Georges (apparitions épisodes 29, 89, 176, 269, 329 et 333)
- Claude Sese : Lebec (récurrent épisodes 45 à 327)
- Jacques Duby : Paul Cruchon, maire du Vézinet (récurrent épisodes 81 à 325)
- Hélène Duc : Emma Bernardini, la mère de Maguy (apparitions épisodes 89, 118, 133 et 135, récurrent épisodes 240 à 333)
- Chantal Ladesou : Huguette Boudin (récurrent épisodes 92 à 262, apparitions épisodes 311 et 322)
- Jackie Sardou : Marie Bignole (récurrent épisodes 94 à 252)
- Julien Cafaro : Franck Chassepot (récurrent épisodes 100 à 327)
- Myriam Moszko : Brigitte Choupeau, la secrétaire de Georges (apparitions épisodes 166, 187, 190, 193, 233 et 298)
- Bruno Le Millin : Antoine, voisin de Maguy et neveu de madame Boudin (récurrent épisodes 190 à 247)
- Diane Lafosse : Diane, voisine de Maguy et petite-nièce de madame Boudin (récurrent épisodes 190 à 239)
- Bernard Dhéran : Lamarck (récurrent épisodes 202 à 267)
- Jacques Marin : Georges Bouchon, un voisin de Maguy (récurrent épisodes 188 à 284)
- Catherine Verlor : Emilie, la petite-cousine de Georges (apparitions épisodes 214, 215, 230, 239 et 242)
- Arlette Gilbert : Suzanne Dupuntel, sœur de Cruchon (récurrent épisode 253 à 322)
- Sarah Vanikoff : Karine, la petite-amie de Jérôme (récurrent épisodes 262 à 328)
- Jean-Paul Muel : Désiré Boisjoli, l'ennemi juré de Georges qui prend diverses fausses fonctions pour piéger ce dernier (apparitions épisodes 279, 280, 306 et 313)

### Personnages secondaires
Sources : Générique en fin d'épisode
Saison 1 (1985)
- Robert Rollis : Bernard (#3)
- Pierre Fulla : voix-off (#3)
- François Brincourt : Henri (#4)
- Serge Bento : De La Megisserie (#6)
- Sylvie Huguel : Martine (#6)
- Pierre Doris : Robert Lemaître (#7)
- Bernard Musson : François Legrand (#8)
- Jean-Jacques Devaux : voix-off (#10)
- Claude Sese : voix-off (#10)
- Helene Martinez : voix-off (#10)
- David Gabison : le Père Noël (#16)
- Jacques Legras : le représentant (#17)
- Jean Rougerie : Oncle Henri (#18)
- Évelyne Dassas : Christiane (#18)
- Marcel Amont : Pierre-François Damecourt (#19)
- Christophe Rouzaud : le livreur de Fleurs (#19)
- Nicole Maurey : Maude Findlay (#20)
- Alan Adair : Walter Findlay (#20)
- Franck Cabot-David : Eric (#21)
- Genevieve Dinouart : la femme d'Eric (#21)
- Angelique Leroy : la fille d'Eric (#21)
- Cyril Leroy : le fils d'Eric (#21)
- Fiamma Walter : le perroquet (#21), Madame Ducrin (#33)
- Jacques Dynam : Jacques (#22)
- Éric Missoffe : François (#22)
- Victor Garrivier : le polyvalent (#24)
- Thomas Sacksisck : le livreur (#25)
- Rachel Boulenger : l'extra (#25)
- Marie Bunel : Prune (#26)
- Clémentine Célarié : Minouche (#28)
- Jean-René Gossart : le chauffeur de taxi (#29)
- Sophie Caffarel : Ginger (#30)
- Gaetan Malrait : Basile (#30)
- Francine Vernier : Agnes Garreau (#32)
- Régine Teyssot : Jacqueline (#33)
- Alfonso Sanchez : Monsieur Ducrin (#33)
- Sylvie Joly : Joy (#34)
- André Julien : Alexandre (#34)
- Henri-Jacques Huet : Francesco Vallente (#35)
- Vincent Dubrule : le garçon (#35)
- Francis Lax : le médecin (#36)
- Jean-Paul Bonnaire : Paul Bertin (#37)
- Jacques Rispal : le psychanalyste (#38)
- Josiane Lévêque : la patiente (#38)
- Philippe-Emmanuel Utwiller : le représentant (#38)
- Jean Pignol : Espagnac (#39)
- Isabelle Urcel : l'infirmière (#39)
- Fernand Guiot : Henri Thomas (#40)
- Axel Boulencer : le chauffeur (#41)
- Cécile Magnet : Patricia (#42)

Saison 2 (1986)
- Vincent Gauthier : Lebras (#43)
- André Badin : Lonette (#43)
- Dominique Zardi : Crouzet (#43)
- Francis Perrin : Rigolo Comico (#44)
- Guy Piérauld : Monsieur Mercier (#44)
- Gilles Sterba : un livreur (#44)
- Harold Dhaneus : un livreur (#44)
- Serge Sauvion : Colombi (#45)
- Jacky : Patrick (#45)
- Peter Hudson : John (#46)
- Anne Deleuze : Helene (#47)
- Patricia Lefevre : une infirmière (#47)
- Florence Rouzic : une infirmière (#47)
- Enrico Macias : Norbert (#48)
- Bernard Rosselli : le plombier (#48)
- Isabelle de Botton : Veronika (#49)
- Jacques Fabbri : le professeur de comédie (#50)
- Jean-Jacques Devaux : le producteur (#50)
- Elisabeth Lafont : Muriel (#51)
- Annie Savarin : Madame Bressac (#51)
- Stéphane Balland : l'ambulancier (#52)
- Roger Pierre : Loulou (#53)
- Jean-Marie Juan : Youssouf (#54)
- Josis Boisdur : le chauffeur de taxi (#54)
- Jean-Michel Martial : Président Ogwambe (#54)
- Richard Taxy : le photographe (#54)
- Alain Flick : Monsieur Laurent (#55)
- Karine Lamy : Marlene (#55)
- Michel Crémadès : Monsieur Langlois (#55)
- Hugues Quester : Philippe (#56)
- Geneviève Casile : Laetitia (#56)
- Marilyne Ganto : Lucille (#57)
- Anne Jousset : Josyane (#58)
- Marie-France Gantzer : Edwige (#58)
- Charlotte Léo : Marilou (#58)
- Herma Vos : Peggy (#59)
- Arnold Walter : Chavassol (#60)
- Bertrand Lacy : le serveur (#60)
- Charlotte de Turckheim : Lorelei (#61)
- Marie-Pierre Casey : la voyante (#62)
- Pierre Saintons : le marabout (#62)
- Robert Lamoureux : Albert (#63)
- Philippe Laudenbach : Andre (#63)
- Bruno Fourcade : Gaston (#63)
- Roger Mirmont : Antonio (#64)
- Jean Davy : Professeur Lebel (#64)
- Raymond Aquilon : Raymond (#65)
- François Cadet : Barzac (#65)
- Serge Martinez : Fremion (#65)
- Vincent Dubrule : le facteur (#65)
- Isabelle Mergault : Ella (#66)
- Rosine Cadoret : Giulia (#66)
- Stéphane Studer : un livreur (#67)
- Gilles Salles : un livreur (#67)
- Bernard Malaka : le sondeur (#67)
- Sophie Ladmiral : Isabelle (#68)
- André Valardy : Bourgeois (#69)
- Évelyne Dandry : Giselle (#69)
- Robert Degennes : le second délégué (#69)
- Évelyne Dassas : Christiane (#70)
- Brigitte Defrance : l'agent de police (#70)
- Juliette Degenne : Soeur Clarisse (#70)
- Christiane Minazzoli : Françoise (#71)
- Jacqueline Jehanneuf : Sabine (#71)
- Pascale Petit : Solange (#71)
- Patrick Préjean : Comte Jean-Eudes de Leplouanec (#72)
- Sylvie Novak: Gwen (#72)
- Françoise Vatel : Marilyn (#73)
- Sébastien Floche : le notaire (#73)
- Brigitte Roüan : Dolly (#73)
- Michele Atlan : Suzy (#73)
- Joseph Poli : Ronald (#73)
- Dominique Varda : la femme du premier couple (#74)
- Christian Bouillette : l'homme du premier couple (#74)
- Thérèse Quentin : la femme du deuxième couple (#74)
- Marcel Cuvelier : l'homme du deuxième couple (#74)
- Jean-Michel Meunier : Victor (#74)
- Patrice Dozier : Hubert (#74)
- Fernand Berset : Vladimir (#75)
- Étienne Draber : Vladipri (#75)
- Fabien Orcier : Polev (#75)
- Jacques Balutin : Pancrace (#77 ainsi que #100)
- Michèle Letellier : Nicole (#77)
- Alain Chevallier : Dominique (#78)
- Phify : Jose (#78)
- Catherine Lachens : Marite (#79,81)
- Alain Roland : Dede (#80)
- Pierre Frag : Perdreau (#80)
- Florence Rouzic : Florence (#82)
- Seymour Brussel : l'agresseur (#82)
- Bunny Godillot : Bernard (#83)
- Riton Liebman : Patrick (#83)

Saison 3 (1987)
- Gilles Thomas : le journaliste TV (#85,91 ainsi que #136)
- Jacques Chazot : Charles-Henri (#86)
- Jacqueline Jehanneuf : Sabine (#86)
- Artus De Penguern : le jeune homme de la petite annonce (#86)
- Jean-Daniel Bonnin : le chef ouvrier (#86)
- Michel Tugot-Doris : Perlinblage (#86)
- Huguette Funfrock : la Reine d'Angleterre (#87)
- Brenda Kane : Erika (#88)
- Sophie Asselineau : Florentine Bruyere (#88,107)
- Alexandre Thibault : Paul Courriou (#88,107 ainsi que #158, ainsi que #236)
- Pierre Belot : Andre Blonay (#89)
- Jean-Pierre Catherine : un infirmier (#90)
- François Clavier : un infirmier (#90)
- Maka Kotto : l'ambassadeur (#91)
- Philippe Dormoy : le loubard (#91)
- Annette Poivre : la voyante (#92)
- Maryse Meryl : une dame de la ligue antialcoolique (#92)
- Brigitte Winstel : une dame de la ligue antialcoolique (#92)
- Nicolas Hawtrey : Tom (#93)
- Michel Galabru : "la Chignole" (#94)
- André Lacombe : le serrurier (#94)
- Smaïl Mekki : l'inspecteur de police (#94)
- Patrick Floersheim : Edward (#95)
- Marie-Christine Robert : Pamela (#95)
- Caryle Cline : Dorothy (#95)
- Alain Gillot-Pétré : Professeur Morin (#96)
- Philippe Castelli : Maître Dettaclac (#97)
- Michel Modo : Monsieur Balautin (#97)
- Claude Villers : Frédéric Rouad (#98)
- Bebuchet : Monsieur Guilbert (#98)
- Marc Henry : l'avocat (#99)
- Caroline Beaune : Juliette (#101)
- Philippe Khorsand : Maurice (#102)
- Albert Dray : Albert (#102)
- Romain Auclair : le bébé (#103)
- Philippe Chevallier : Terry (#103)
- Michel Muller : Marcel le Gourou (#104)
- Sacha Distel : Rousseguat (#105)
- Alain Berguig : l'avocat (#105)
- Roger Zabel : Jean-Roger Tapitzer (#106)
- Annick Alane : la maman de Tapitzer (#106)
- Angelica Barthe : Paul (#107)
- Jean-Philippe Chatrier : Crispin (#107)
- Élisa Servier : Geneviève (#108)
- Janine Souchon : la mère de Geneviève (#108)
- Katy Amaizo : Lolita Popo (#108)
- Évelyne Dress : Patricia (#109)
- Hélène Martinez : Hildegarde Von Kanon (#109), une fille du Crazy-Top (#111)
- Annie Jouzier : la colonelle (#110)
- Josine Comellas : Madame Clapon (#110)
- Patrick Zard : le lieutenant (#110)
- Jean Vinci : le général (#110)
- Bernard Lavalette : Canardin (#111)
- Connie : une fille du Crazy-Top (#111)
- Violaine Kuss : une fille du Crazy-Top (#111)
- Odile Le Bissonnais : une fille du Crazy-Top (#111)
- Michel Crémadès : Elzebor (#112 ainsi que #135)
- Isabelle Fontans : l'extraterrestre (#112)
- Jean-Luc Atlan : un militaire (#112)
- Michel Baladi : un militaire (#112)
- Jérôme Chappatte : un militaire (#112)
- Michel Peyrelon : Perkins (#113)
- Patricia Elig : Berengere (#113)
- Maud Rayer : Melle School (#114)
- Fabienne Perineau : Isabelle (#115,116)
- Julien Brincourt : un camarade de Jérôme (#115)
- Stella Henry : un camarade de Jérôme (#115)
- Arlette Didier : Maryse (#116)
- Lionnel Astier : le punk (#116)
- Jérôme Corcos : Pascounet (#116)
- Nathalie Courval : Mme Barbier d'Autrans (#117)
- Claire Magnin : l'assistante sociale (#117)
- Jean-Claude Josquin : le pompier (#117)
- Philippe Bourquin : Charles-Edouard (#117)
- Sidney Benichou : Patrick (#117)
- Josiane Lévêque : la cliente folle (#118)
- Jean-Paul Farre : Croutart (#119)
- Mario Pecqueur : Lagouache (#119)
- André Pousse : Malabou (#120)
- Daniel Dublet : le patient de Pierre (#120)
- Mike Marshall : le dangereux terroriste (#121)
- Claire Defretin : un policier (#121)
- Jean-François Le Gam : un policier (#121)
- Patrice Guigue : un policier (#121)
- Clémentine Amouroux : Grenadine (#122)
- Jean-Pierre Castaldi : Robert (#123)
- Van Doude : Mr Rivet-Desgranges (#123)
- Ghislaine Porret : Mme Rivet-Desgranges (#123)
- Lounes Tazairt : Gino (#124)
- Marianne Giraud : Rita (#124)
- Marie-Christine Bounie : un danseur (#124)
- La Electrica : un danseur (#124)
- Juan Luis : un danseur (#124)
- Martin Patricio : un danseur (#124)
- El Curandero : un musicien (#124)
- Eugene Jordan : un musicien (#124)
- Colin Thibert : l'ingénieur des ponts et chaussées (#125)
- Jean-Pierre Laurent : Felix (#126)
- Bertrand Boucheroy : un membre de l'équipe de télévision (#126)
- Xavier Fonti : un membre de l'équipe de télévision (#126)

Saison 4 (1988)
- Jacques Chancel : lui-même (#127)
- Nathalie Verges : Chantal (#128)
- André Burton : Bouchonsky (#129)
- Brigitte Winstel : Mme Clapon (#129)
- Edwige Rauline : Vanessa (#130)
- Jean-Marie Bigard : Paulo (#131)
- Jacques Le Carpentier : Marcel (#131), Ginette D'Eon (#142)
- Jean Martiny : Paturier (#131)
- Nono Zammit : Lucien Merleau (#131)
- Hubert de Lapparent : M. Dubois Lambert (#132,154)
- Marie-Christine Demarest : Christine De Blair (#133)
- Yves Belluardo : le clochard (#133 ainsi que #195)
- Philippe Villiers : Mad Marcel (#134)
- Lionel Robert: Simon (#134)
- Gérard Hernandez : Léon Genet (#136)
- Angelo Bardi : Pipello (#137)
- Jean-Luc Atlan : un gorille (#137)
- Gilles Salles : un gorille (#137)
- Sylvie le Brigant : Françoise Duvernaud (#138)
- Marc Eyraud : Norbert Lantier (#138)
- Daniel Dublet : l'acheteur (#138)
- Serge Feuillard : Inspecteur Breguet (#139)
- Philippe Jutteau : Inspecteur Sabin (#139)
- Gérard Holtz : Daniel Dufosse (#140,151)
- Louis Navarre : Guillotin (#142)
- William Leymergie : le journaliste TV (#142)
- Henri Lambert : Freddy La Bastos (#143,147)
- O.A. Christie : Jo (#143)
- Mario Santini : Ramon De Souza (#144)
- Claude Vandel : le présentateur TV (#144)
- Bernard Tixier : Père Colet (#144)
- Muriel Montossey : Virginie (#145)
- Henri Marteau : Bob (#146)
- Gérard Surugue : Beaupré (#147)
- Takashi Kawahara : M. Nakatasony (#148)
- Jean-Marc Truong : le sumo (#148)
- Edith Perret : Tamara (#149)
- Michel Feder : l'actionnaire (#150)
- Élisabeth Chaud : la monitrice (#151)
- Laurence Chaud : Laurence (#151)
- Jean-Pierre Staub : Jean-Pierre (#151)
- Pierre Guichard (#151)
- Yvan Estienne (#151)
- Marcel Chaud (#151)
- Catherine Staub (#151)
- Jean-Paul Chaud (#151)
- Michel Chaud (#151)
- Nadine Chaud (#151)
- Bernard Chaud (#151)
- Jean-Paul Tribout : François (#152)
- Corinne Corson : Marie-Ange (#152)
- Christine Haydar : B.B. (#153)
- Xavier Thibault : l'exterminateur (#153)
- Bruno Devoldère : Roupillon (#155)
- Sylvie Huguel : Lise (#157)
- Bruno Raffaelli : Robert (#157)
- Olaf Bécart : Marc (#157)
- Sarah Thirion : Julie (#157)
- Jean-René Gossart : le forcène (#158)
- Anne Tihomiroff : Gudule (#158)
- Ginette Barbier : Annette Mercier (#160)
- Arnaud Bedouet : De Villeneuve (#162)
- Jean-Marc Boissey : Gardon (#162)
- Jérôme Andrei : Poquet (#162)
- Jean-Michel Mole : l'inspecteur (#163)
- Nane Germon : Henriette (#164)
- Maurice Jacquemont : Léon (#164)
- André Dupon : Tougras (#164)
- Fanny-Faye : la princesse (#164)
- Jean-Pierre Rambal : le prince (#164)
- Béatrice Camurat : Nathalie (#165)
- Bruno Le Millin : l'antiquaire (#165)
- Odette Barrois : Mélanie (#166)
- Michel Pilorgé : Michel Albin (#167)
- Michèle Brousse : Delphine (#168)

Saison 5 (1989)
- Michel Modo : Marc-Edouard Rature (#169)
- Franca Maï : la journaliste (#169)
- Christian Brendel : Antoine (#171)
- Laurence Charlane : Véronique (#171)
- Elsa Riviera : une comédienne (#171)
- Anaïs : une comédienne (#171)
- Christine Lemaître : une comédienne (#171)
- Brigitte Margerin : une comédienne (#171)
- Laurence Mosser : une comédienne (#171)
- Gérard Surugue : le réalisateur (#171)
- Patrice Laffont : Monsieur Joly (#172)
- Mario Santini : Cardon (#173)
- Christian Marin : Jo le Cannois (#175)
- Élie Semoun : le complice de Jo (#175)
- Gilles Grouard : le remplaçant de Pierre (#176)
- Violaine Kuss : Juliette (#176)
- Chantal Neuwirth : Simone Freudes (#176)
- Bernard Spiegel : Marco (#177)
- Stéphane Legros : Gégé (#177)
- Estelle Kingold : Anne Christine (#179)
- Michel Bertay : Monsieur Dandremont (#180)
- Claudine Barjol : la passionnée de sciences occultes (#180)
- Christine Lemaître : la jeune mariée (#180)
- Philippe Lasry : le jeune marié (#180)
- Irma Wassilieff : une acheteuse (#180)
- Jean Borodine : un acheteur (#180)
- Christine Reverho : Agnès (#182)
- Michel Robbe : Gilbert (#182)
- Nathalie Mazeas : Bettina (#183)
- Renaud Marx : Marrizatorri (#183)
- Bokuzen Tono : Hirobitomishi (#185)
- Michel Dussin : un éboueur (#186)
- Sylvain Salnave : un éboueur (#186)
- Jean-Michel Verner : un éboueur (#186)
- Sylvie Novak : Solange (#187)
- Laurence Pythoud : Fabienne (#187)
- Hélène Martinez : Melle Bruyere (#188)
- Isabelle Guiard : Pélagie de Sade (#189)
- Bernard Colombe : le comptable (#190)
- Frank Laffitte : le déménageur (#190)
- Jacques Canselier : le peintre (#192)
- André Valardy : Morton (#193)
- Blandine Metayer : Héloïse (#195)
- Yves Lecoq : Lepoussin (#196)
- Alain Chevallier : Lord Chicklet (#197)
- Michel Jurilli : Hector (#197)
- Thierry Beccaro : François (#198), le maître de cérémonie (#205)
- Marcel Philippot : un candidat (#198)
- Christian Pereira : Tolin (#199)
- France Anglade : Isa (#200)
- Agnès Garreau : Eliana (#203)
- Ninou Fratellini : la jeune démarcheuse (#205)
- Syla de Rawsky : Madame De la Serpillière (#205)
- Anne-Valérie Lefèvre : Karine (#205)
- Anne-Marie Philipe : Ségolène (#206)
- Jo Rensonnet : Jacques Goeuse (#207,208)
- Francine Blistin : Mathilde Goeuse (#207,208)
- Raymond Pradel : Monsieur Feullien (#207)
- Martin Trévières : Latreille (#209)
- René Joly : l'accordéoniste (#210)

Saison 6 (1990)
- Roger-Patrice Bernard : Desroussies (#211)
- Groucho : l'interprète (#211)
- Chico : Brodcheck (#211)
- Allan Wenger : Howard (#212)
- Étienne de Balasy : Ludovic (#214,242)
- Paule Noëlle : Maude (#217)
- Bruno Balp : le peintre (#218)
- Didier Prat : le père célibataire (#219)
- Christophe Rouzaud : le livreur (#220), le journaliste (#221)
- Hélène Martinez : Mlle Fougere (#221,238)
- Michel Crémadès : Eugène Tampon (#221,222,224)
- Virginie Ogouz : Sybille (#223)
- Gabriel Sauveur : le transporteur (#223)
- Joseph Poli : le paysan (#223)
- Xavier Letourneur : Guermonpre (#224)
- Pierre Decazes : le policier (#227)
- Isabelle Duby : la journalise (#228)
- Albine Lagarde : la secrétaire (#228,248)
- Takashi Kawahara : Hirosaki (#228)
- André Gaillard : Victor (#229)
- Véronique Delestaing : Agathe (#230)
- Jean-Marie Blanche : le livreur (#231)
- Henri Guybet : Felix (#232)
- Lise Martin : Clarisse (#232)
- René Aranda : le passant (#232)
- Charles Capezzali : l'huissier (#232)
- Sylvain Corthay : l'acheteur latino-américain (#232)
- Aline Dulong : une jeune femme (#233)
- Dominique Giovannoni : une jeune femme (#233)
- Marlyne Saffar : une jeune femme (#233)
- Sylvia Chevrel-Hebert : une jeune femme (#233)
- Zoelie Gauvin : une jeune femme (#233)
- Régis Porte : le chauffeur (#234)
- Henri Poirier : le ministre (#234)
- Salvatore Adamo : lui-même (#235)
- Françoise Decupere : la secrétaire de mairie (#235)
- Serge Frederic : Beliboeuf (#235)
- Diane Valsone : Sandrine (#235)
- Bernard Spiegel : Montrachet (#236)
- Michel Muller : Vladimir (#237)
- Maurice Travail : Nicolas Strinki (#237)
- Christel Charpentier : la revendicatrice (#237)
- Jean-Marc Ferreol : Marc (#239)
- Jacques Serres : Raoul Santonetti (#240)
- André Chaumeau : Werther (#241)
- Jean-Pierre Moulin : Jacques (#242)
- Michèle Bardollet : Cécile (#242)
- Colette Castel : Blanche Vertigo (#243)
- Lionel Robert : Luigi (#244)
- Rosine Young : la cliente de la galerie (#244)
- Frederico : le danseur argentin (#245)
- Andrea : la danseuse argentine (#245)
- Michel Fortin : Capitaine Loïc (#246)
- Véronique Bodoin : France Duverger (#247)
- Pierre Maguelon : Mario-César (#248)
- Marie-Christine Duhard : Mme Duthilleul (#249)
- Sheila Coren-Tissot : Mme Smithon (#249)
- Stephane Thill : Sylvain (#249)

Saison 7 (1991)
- Michel Such : Benoit (#250)
- Josette Menard : la siffleuse (#251)
- Agnes Capon : une cliente (#251)
- Dominique Dubuisson : un client (#251)
- Jacques Philipson : un client (#251)
- Jean-Michel Delbary : John Jaquette (#252)
- Gilles Langlois : le speaker (#253,256 ainsi que #295)
- Takashi Kawahara : Niponoto Fuji (#254)
- Bertie Cortez : J.J. Garfield Junior (#256)
- Anne Jacquemin : Sylvie (#257)
- Jean Martin : Gaston Letruffet (#258)
- Thierry Liagre : Boulard (#259)
- Bruno Moynot : Marat (#261)
- Michel Lagueyrie : le facteur (#263)
- Eric Hémon (crédité Eric Dod) : Docteur Calvaire (#263)
- Pascale Jourdan : la maman de Maguy jeune (#264)
- Clémence Sterba : la petite Rose (#264)
- Venantino Venantini : Luigi Pampa (#265)
- Marina Rodriguez-Tome : Maria (#265)
- Henri Blondin : Laurent (#266)
- Franck-Olivier Bonnet : le pompier (#266)
- Severin Hardy : Saint-Germain (#266)
- Olivier Brocheriou : Cecel (#268)
- Maurice Baquet : Henri (#269 ainsi que #333)
- Inger Ekbom : Catarina (#269)
- Franck de Lapersonne : Jean-Eudes (#270)
- Josiane Lévêque : la patiente (#270)
- Emmanuel Pisani : le facteur (#270)
- Jean-Claude Vogel : Marcel Dugenoux (#271)
- Dominique Massa : un membre des Rotules (#271)
- Fabrice Leuwen : un membre des Rotules (#271)
- Laurent Spielvogel : Bob Gaillard (#272)
- Hélène Duc : Madeleine Lepoix (#273)
- Roger Perrinoz : le colonel (#273)
- Michel Scourneau : M. Nataz (#275)
- Mattias Nilsson : Olsen (#275)
- Mark Tu : Peng (#275)
- Consuelo de Haviland : Mlle Matissa (#276)
- Marcel Philippot : Roland (#277)
- Jacqueline Doyen-Marty : Françoise (#277)
- Michel Bonnet : César Lepetit (#278)
- Herma Vos : Martha (#281)
- Elsa Maillot : Edith (#282)
- Claude Véga : Sergei Gogol (#283)
- Jacques Philipson : l'infirmier (#283)
- Dominique Thomas : le représentant (#283)
- Anne-Marie Besse : Barbara (#284)
- Bruno Le Millin : voix-off (#284)
- Blandine Metayer : voix-off (#284)
- Annick Roux : Geneviève (#285)
- Vernon Dobtcheff : Dragos (#286)
- Claire Nadeau : Jacqueline Lefranc (#287)
- Dimitri Radochevitch : Youri Jonof (#289)
- Jean Saudray : Fred (#290)
- William Tametam : le représentant (#290)
- Rodolfo De Souza : Paulo (#291)

Saison 8 (1992)
- Élie Semoun : JR (#292)
- Dieudonné : Bobbie (#292)
- Jacques Ciron : Michalot (#293)
- Marc Dudicourt : Raoul (#294)
- Christel Charpentier : Liselotte (#294)
- Jean Dell : l'animateur télé (#294)
- Jacqueline Jefford : Geneviève Fouillard (#295)
- Marthe Janssen : Josette (#296)
- Alexandre Caumartin : Philippe (#296)
- Remi Lebouc : le postier (#296,318)
- Michèle Laroque : Elsa (#297)
- David Gabison : l'huissier (#298)
- Cyrielle Fumat : Ninika (#299)
- Bertrand Beautheac : Maurice Landais (#300)
- Jacques Philipson : l'infirmier (#300), le livreur (#324)
- Caroline Grimm : Victoire (#301)
- Delphine Goasguen : Mariette (#301)
- Philippe Bruneau : Jean Leterne Halier (#302)
- Annie Grégorio : Julie Plumet (#302)
- Jean-Michel Molé : Galagru (#302)
- Charlotte Julian : Mireille Chichoune (#302)
- Pierre Tchernia : lui-même (#302)
- Amanda Lear : Doriana (#303)
- Eric Blanc : Isidore Lablache (#304)
- Bradley Cole : Tony, le nouveau compagnon de Caro (#304,326,332)
- Alexandra Pandev : Carmen (#307)
- Roland Marchisio : Juan Carlos Escamillo Sanchez ... (#307)
- Claude Nicot : François Henri (#308,310)
- Bernard Ménez : Desire (#309)
- Sophie Mounicot : Donatienne (#309)
- Christophe Levieux : un cover boy (#309)
- Alain Perez-Diligent : un cover boy (#309)
- Bernard Musson : Lefade (#314)
- Michel Oliver : lui-même (#314)
- Pierre Aucaigne : Arthur Placard (#315)
- Sophie Desmarets : Barbara Glood (#316)
- Jean-Pierre Bernard : M. De Jarnec (#317)
- François Rostain : Capitaine Rascasse (#317)
- Hélène Oddos : Cacahouette (#318)
- Béatrice Costantini : Edwige (#318)
- Jean-Philippe Bêche : Jean Rieux (#319)
- Lucien Layani : Lenoir (#320)
- Chantal Alves : Natacha (#320)
- Alain Bouzigues : Ducreux (#320)
- Yvonne Clech : Mylène Childeureu de la Cheminey (#321)
- Sacha Briquet : Baron Camille de Clairiere (#321)
- Juliette Degenne : Sue (#322)
- Arièle Semenoff : Macha (#323)
- Jean-François Lirola : le professeur de danse (#323)
- Philippe Perrussel : De La Chaise (#324)
- Joe Sheridan : Mc Phee (#325)
- Fernand Guiot : Augerand (#326)
- Thomas Arthur (#326) puis Gaspard Gauguier (#332) : Woody, fils de Caro et demi-frère de Jérôme
- Rufus : Moïse (#327)
- Jean-Michel Delbary : John Jaquette (#329)
- Mathieu : le sorcier (#329)
- Francis Pernet : l'employé (#330)
- Sophie Barjac : la voisine (#331)
- Jean-François Dérec : le commandant (#331)
- Pascal Sevran : lui-même (#332)

## Générique
Un premier générique a été diffusé lors de la création de la série, copie musicale de la version américaine (selon le thème de Maude : 'y'a des femmes....", "notre Maguy y'en a qu'une...")
La musique du générique fut totalement recomposée par Alain Wisniak, sur des paroles de Jean-Guy Gingembre et de Stéphane Barbier. Cette nouvelle version a été publiée sur 45 tours Philips (réf. 884 218-7).
Dans les 5 premières saisons, la chanson générique fut parfois diffusée entièrement ou de manière inédite dans les crédits de fin (second ou troisième couplet, passages instrumentaux), certains épisodes étant plus courts que le format 26 min. 
Dans les dernières saisons, le générique de fin sera diffusé de manière plus classique. 
La chanson a été publiée en 45 tours, la version instrumentale sur la face B. Les interprètes de la chanson sont les frères Michel et George Costa.  
Bien que numéroté comme le 42e, le premier épisode tourné est « La crise cardiaque »[réf. nécessaire] et propose une version du générique de fin remplacée par la suite par la nouvelle version.  
Alex Lutz reprendra la chanson en la réadaptant dans un de ses clips de publicités parodiques des années 80, « Stéréo Top »  2019.

## Chronologie
Les personnages de Maguy ont beaucoup évolué au fil des années, en particulier le petit-fils de Maguy, 8 ans au début de la série, est convoqué au service militaire dans l'un des derniers épisodes. 
Voici les principales évolutions de la série (le numéro entre parenthèses indique celui de l'épisode) : Maguy engage Rose comme femme de ménage (1). Sa meilleure amie, Hélène, divorce (4), puis tombe amoureuse de Pierre (14), se marie avec lui et ils rentrent de voyage de noces (15). Caro présente aux Boissier son nouveau fiancé Christian (23). Hélène quitte Pierre pour aller vivre en Californie (46). Caro emménage avec Christian (76) et l'épouse (100). Maguy se présente aux élections municipales contre Paul Cruchon, le maire sortant (81), et les perd avec 4253 voix contre 7747 (82). À la suite de cela, elle commence à travailler à la mairie du Vézinet (85) et s'installe dans son bureau (88). La mère de Maguy se remarie (89) et on ne reverra ni n'entendra plus parler de ce second mari. Pierre prend sa retraite et part s'installer dans le Luberon (179). Madame Boudin rachète sa maison (180). Antoine et Diane (le neveu et la petite nièce de madame Boudin) emménagent dans l'ancienne maison de Pierre (190). Georges devient chargé de mission au ministère du commerce extérieur (211). Caro et Christian se séparent (212), et elle part vivre à Boston pour entrer dans une grande agence de publicité. Maguy s'installe dans son nouveau bureau à la mairie, en face de celui de Cruchon (218). Antoine est muté en province, et Pierre revient s'installer dans son ancienne maison (250). Suzanne Dupuntel, la sœur de Cruchon, arrive au Vézinet (253). Madame Boudin entre au couvent (262). Caro tombe enceinte de Tony, son nouveau compagnon, un joueur de base-ball americain (304). Caro, Tony et leur bébé Woody reviennent en France (332).
Le 11 décembre 1994, alors que Maguy était annoncée sur les programmes télé, Rosy Varte est l'invitée de Stade 2 pour annoncer que la diffusion de la série est terminée, et que la célèbre émission sportive récupère son créneau horaire le soir même.

## Audience
En 1987, la série réunissait environ 7 millions de téléspectateurs.
Lors de sa dernière saison, la série rassemblait environ 3 millions de téléspectateurs (pour 19,1% de part d'audience). Maguy pouvait monter jusqu'à 36% d'audience. Anne Sinclair, sur TF1, avec 7/7 de 19 à 20h, baissait de moitié quand Maguy commençait. 

## DVD et rediffusions
Dans les années 1990, un coffret de 2 VHS intitulé « Les Meilleurs Épisodes de Maguy » fut édité. Il contient les épisodes suivants : Sans crime ni raison (181), Ice-cream et Châtiment (268), Une bretelle dans le salon (293), Maguy rock (271), Maguy, Georges, Pierre, Rose et les autres… (302), et en bonus le premier épisode à avoir été diffusé : Rose et Marguerite c'est le bouquet. 
Il existe plusieurs DVD  :
- en 2003 Petit Mensonges entre amis, qui contient : La sicav se rebiffe (120), Mise aux poings (135), Mensonges d'une nuit d'été(204), Une étoile est nue (192), Kidnapping-pong (175), Jaloux y es-tu ? (231), La Mégère à prix Boissier (262), Direction assistée (272).
- en 2003 Des visiteurs envahissants, qui contient : Ski m'aime me suive ! (151), L'Éventaire de rien (199), Fissures la corde raide (237), Clochard abstrait (232), Les délinquants sont éternels (292), Tous les kalaniens, toutes les kalaniennes (297), Cet obscur objet de Désiré (308), Boudeau sauvé des us (327).
- en 2007 Tous chez Maguy, qui contient : Rose et Marguerite c'est le bouquet (1), La Quittance déloyale (38), Le Prix concours (44), Échec aux maths (48), Connu comme le loulou blanc (53), C'est grève docteur ? (61), Hela elle est là (66), La Comtesse aux Pieds-Noirs (72)
- en 2007 Maguy invite ses amis, qui contient : Le Coffret-effort (94), Noces à ronger (105), Talisman comme un arracheur de dents (106), Retour de France (127), Tableau d'horreur (172), Gala galère (196), L'Espion qui venait d'en face (331), Bébé éprouvant (332)
- en 2018 / 2019 la société de production LCJ ÉDITIONS édite l'intégralité de la saison 1, et sort en Janvier 2020 l'intégralité de la saison 2, nous pouvons espérer que toute la série soit ainsi éditée soit au total 333 épisodes.
- Une chaîne youtube officielle a été créée fin décembre 2019. Elle contient, en qualité master parfaite, 261 épisodes. Il en manque donc 72 (82 si on inclut les 8 dont le son est défectueux et les 2 que Youtube a bloqué à cause de la bande son)

## Autour de la série
- Rosy Varte est la seule comédienne de la série à être présente dans la totalité des 333 épisodes. Jean-Marc Thibault est présent dans tous les épisodes des 5 premières saisons, puis s'absente pour d'autres tournages. Georges devient donc chargé de mission auprès du commerce extérieur et part en voyage d'affaires assez souvent lors des trois dernières saisons.

- Violette, la sœur de Maguy sera plusieurs fois évoquée mais n’apparaîtra jamais à l'écran, de même que Marie-Jacynthe Cruchon, la femme du maire. En revanche nous verrons le premier mari de Maguy, Léon (interprété par Gérard Hernandez) (ép.135/136) ; son deuxième mari, Albert (interprété par Robert Lamoureux) (ép.63) ; la première femme de Georges, Christiane (ép. 18 et 70) ; le premier mari de Caro et père de Jérôme (ép.56) ; le fils de Rose (ép.83)

- Les épisodes n'ont pas été forcément diffusés dans l'ordre où ils ont été tournés, ainsi l'épisode pilote La crise cardiaque est le quarante-deuxième à être diffusé. Le deuxième, Le Divin Divan, adapté du premier épisode de Maude, est diffusé en trente-huitième position.

- Seuls trois épisodes ont été tournés en extérieur : Retour de France (127) sur le Tour de France 1988, Ski m'aime me suive (151)  à Puy-Saint-Vincent, et La paix niche en Belgique (207) sur le Canal du Centre près de La Louvière.

- Le dernier épisode est tourné en 1992, mais la diffusion d'inédits prolongée jusqu'en novembre 1993, est suivie de rediffusions jusqu'en décembre 1994.

- Maguy habite 22 allée des Fontaines, au Vézinet. Une rue imaginaire, mais le Vésinet est réel, sauf qu'il prend un "s" et non un "z".

- Le premier amour de Maguy s'appelait Paul, celui de Georges, a pour diminutif Zaza, et celui de Pierre, Gisou (305).

- La femme de Cruchon s'appelle Marie-Jacinthe (305).

- Les parents de Georges voulaient tout d'abord le prénommer René.

- Maguy n'a pas son bac : elle a rencontré son premier mari l'année du bac, qu'elle n'a donc pas passé.

- Le père de Maguy était colonel.

- Le premier mari de Maguy, Léon, a été porté disparu. La procédure de divorce avec son deuxième mari, Albert, a duré treize ans ; Maguy et Georges se sont rencontrés lors d'un accident de voiture (voir épisode 98 Le magicien d'hypnose).

- Rose habite avenue Charpentier. Elle est native de Grenoble.

- La série est tournée sur le plateau F de VCF, Vidéo Communication France à Boulogne-Billancourt, de 12 h à 20 h, les comédiens étaient présents sur le plateau. Le tournage d'un épisode dure 3 jours, le premier étant entièrement consacré aux répétitions. Les saisons 5 à 8 sont tournées aux Studios du Village de la Communication à Saint Ouen entre 1991 et 1992.

- Tournage par trois caméras réalisé en temps réel. Les premiers épisodes, sont tournés en public, comme au théâtre, avec l'appui d'une légère sonorisation.

- Jean-Marc Thibault a été piégé par l'émission Surprise sur prise pendant le tournage du 263e épisode, Absence unique. Alain Bouzigues jouait le rôle d'un  très mauvais figurant.

- La série a connu du succès en Italie, mais aussi en Russie, en Grèce, en Argentine, mais n'aurait jamais pu être diffusé aux États-Unis, à cause des droits de la série 'Maude".
- Devant le succès de Maguy,TF1, fraichement privatisé, commandera à Télé-Images en 1987 le sitcom Marc et Sophie qui durera 5 saisons puis Vivement lundi !
- Colette Castel, la mère de la comédienne Sophie Artur, joue une divinatrice dans l'épisode "Une mage d'histoire". Sophie Artur est également présente dans cet épisode.
- Dans l'épisode "La Mégère à prix Boissier", le film regardé par Maguy, Huguette et Rose est un extrait du téléfilm de 1964 "La mégère apprivoisée" de Pierre Badel et joué par Rosy Varte. Rosy Varte apparait d'ailleurs habillée et coiffée comme dans le téléfilm à la fin de l'épisode.
- Dans l'épisode "Le tronçonneur des lilas", on peut entendre à plusieurs reprises le thème du film d'horreur "Halloween" de John Carpenter.
- Dès le début de la série, Maguy est perçue comme une femme élégante au brushing vaporeux et aux tailleurs derniers cris. Lors de la 1re saison, Rosy Varte avait décidé de porter des tenues de sa propre garde-robe, les coûts de production de la série étant assez limités. Grâce au succès de celle-ci et dès la saison 2, les couturiers auront prêté à l'actrice 1200 robes et tailleurs et près de 800 paires de boucles d'oreilles.
- En 2024, une chaîne YouTube officielle de la série MAGUY voit le jour après le rachat des épisodes de la série. Néanmoins, la médiocre qualité de synchronisation rend la lecture des épisodes irregardable.

## Récompenses
- Rosy Varte remporte le Sept d'or de la meilleure actrice en 1987. L'année suivante, c'est elle qui remet le 7 d'or de la meilleure actrice à Anny Duperey. Cela donne lieu a un sketch avec Jean-Marc Thibault.